# Первомайський (Зав'яловський район)
Первома́йський (Первомайське, рос. Первомайский, Первомайское) — село (колишнє селище) в Зав'яловському районі Удмуртії, Росія.
Знаходиться на високій правобережній терасі річки Позимі, обабіч дороги Іжевськ-Зав'ялово, на східній околиці Іжевська.

## Населення
Населення — 2849 осіб (2010; 2480 в 2002).
Національний склад станом на 2002 рік:
- росіяни — 56 %
- удмурти — 37 %

## Історія
Село було засноване згідно з указом ВР Удмуртської АРСР від 6 червня 1959 року шляхом перетворення території навчального господарства Іжевського сільськогосподарського інституту Ферма № 3 в селище (сама Ферма № 3 існувала з 1955 року). Воно було підпорядковане Чемошурській сільській раді. Постановою президії ВР Удмуртської АРСР від 19 грудня 1966 року центр сільради переноситься в селище, а сама сільрада перейменовується в Первомайську. З 2005 року сільрада перетворена в сільське поселення. У 2004 році постановою ДР Удмуртії селище перетворене в село.

## Економіка
Серед підприємств працюють Зав'яловська ПМК, ТОВ «Первомайське».
Серед закладів соціальної сфери діють Удмуртський державний науково-дослідний інститут сільського господарства, середня школа імені О. М. Сабурова, дитячий садок, культурний комплекс, створений на базі бібліотеки, клуб.

## Урбаноніми[3]
- вулиці — Будівників, Бузкова, Вишнева, Жовтнева, Зелена, імені Азіна, Квіткова, Леніна, Лісова, Лучна, Малинова, Миру, Молодіжна, Нижня, Нова, Південна, Піонерська, Польова, Радгоспна, Радянська, Сабурова, Садова, Свободи, Сонячна, Соснова, Східна, Травнева, Фруктова, Ювілейна